# 형교 (서진)
형교(邢喬, ? ~ 306년)는 서진의 관료로, 자는 증백(曾伯)이며, 하간군 막현(鄚縣) 사람이다. 조위의 태상 형옹의 증손이자, 서진의 사도 이윤의 외손이다.

## 행적
능력이 출중하고 용모가 빼어나 명성이 있었고, 청요직을 거쳤다. 원강 연간에 유환(劉渙)과 함께 상서이부랑(尙書吏部郞)이 되었다.
광희 원년(306년), 사례교위를 지내던 중 범양왕 사마효에게 피살되었다.

## 출전
- 부창(傅暢), 《진제공찬》(晉諸公贊) [진수, 《삼국지》 권12 최모서하형포사마전 배송지주에 인용]
- 유의경, 《세설신어》 중권하 상예(賞譽)제8
- 방현령, 《진서》 권4 혜제기